# Dasyhelea fontana
Dasyhelea fontana är en tvåvingeart som beskrevs av Meillon och Wirth 1981. Dasyhelea fontana ingår i släktet Dasyhelea och familjen svidknott. Inga underarter finns listade i Catalogue of Life.